# Episodi di Squadra Med - Il coraggio delle donne (quarta stagione)
La quarta stagione della serie televisiva Squadra Med - Il coraggio delle donne è andata in onda negli Stati Uniti durante la stagione 2003-2004 sul canale Lifetime.
In Italia è stata trasmessa nel 2005. 
| nº | Titolo originale           | Titolo italiano         | Prima TV USA      | Prima TV Italia |
| -- | -------------------------- | ----------------------- | ----------------- | --------------- |
| 1  | The Hero Heart             | Cuore d'eroe            | 15 giugno 2003    | 2005            |
| 2  | Emergency Contacts         | Un paziente inatteso    | 22 giugno 2003    |                 |
| 3  | Heartbeats and Deadbeats   | La vicina di casa       | 29 giugno 2003    |                 |
| 4  | Rash Decisions             | Scambio di neonati      | 6 luglio 2003     |                 |
| 5  | Breathing Lessons          | Lezioni di respirazione | 13 luglio 2003    |                 |
| 6  | Misdiagnosis Murder        | Una diagnosi sbagliata  | 20 luglio 2003    |                 |
| 7  | Vaccinations               | Vaccinazioni            | 27 luglio 2003    |                 |
| 8  | Temperature's Rising       | Caldo terribile         | 10 agosto 2003    |                 |
| 9  | Speculum for a Heavyweight | Giochi pericolosi       | 17 agosto 2003    |                 |
| 10 | Bad Liver                  | Fegato da buttare       | 7 settembre 2003  |                 |
| 11 | Maternal Mirrors           | Madri allo specchio     | 14 settembre 2003 |                 |
| 12 | Jeaneology                 | Jeans avvelenati        | 5 ottobre 2003    |                 |
| 13 | Skin                       | Mitici 16 anni          | 12 ottobre 2003   |                 |
| 14 | Love and Let Die           | L'amore che uccide      | 2 novembre 2003   |                 |
| 15 | Coming Clean               | Scelta d'amore          | 9 novembre 2003   |                 |
| 16 | Prescriptions              | Le ricette              | 7 dicembre 2003   |                 |
| 17 | Seize the Day              | Fino all'ultima parola  | 14 dicembre 2003  |                 |
| 18 | Ears, Ho's and Threat      | L'onore delle donne     | 11 gennaio 2004   |                 |
| 19 | Weights and Measures       | Pesi e misure           | 18 gennaio 2004   |                 |
| 20 | The Real World Rittenhouse | Matrimonio assicurato   | 25 gennaio 2004   |                 |
| 21 | Identity Crisis            | Crisi d'identità        | 8 febbraio 2004   |                 |
| 22 | Quarantine                 | Quarantena              | 15 febbraio 2004  |                 |